# Гоман (1916)
Гоман (біл. Го́ман) — білоруська газета, що виходила в Вільні.

## Історія
Виходила у Вільні два рази на тиждень з 15 лютого 1916 року по 24 грудня 1918 року білоруською мовою латиницею, з № 61 11 вересня 1916 року також ще кирилицею, з заголовками «Гоман» і «Homan».
У 1916 році друкувала уривки з мемуарів Ольгерда Обуховича. У 1917-1918 роках для органів німецької цензури виходило окреме видання під назвою «Homan = Volksstimme» з деякими статтями на німецькій мові.
Редактори-видавці В. Ластовський і один з родоначальників соціал-демократичного руху в Білорусі, білоруський журналіст Язеп Соловей (з 1917 року). Друкувалася в друкарні Мартіна Кухти.